# Ромадановский пруд
Ромадановский пруд — пруд в Ишимбайском районе Башкортостана, административно расположенный в Верхоторском сельсовете, возле деревни Ромадановки. Один из четырёх крупнейших прудов района, в перспективе — туристическая достопримечательность.
Образован подруживанием реки Торгаски. Вдоль западного берега проходит трасса.